# Osek nad Bečvou
Osek nad Bečvou – miejscowość i gmina (obec) w Czechach, w kraju ołomunieckim, w powiecie Przerów. W 2022 roku liczyła 1300 mieszkańców.
W miejscowości jest przystanek kolejowy Osek nad Bečvou.